# 後藤サボテン
有限会社後藤サボテン（ごとうサボテン）は、愛知県春日井市桃山町に本社を置くサボテンの生産・販売を中心とした会社である。

## 概要
1976年（昭和51年）に現代表である後藤容充の父・後藤伸治が愛知県春日井市桃山地区に創業したサボテン園を足掛かりとして、2003年（平成15年）に「後藤サボテン」を設立。現代表の後藤容充は2代目にあたる。
サボテン・多肉植物を栽培し、生花店・雑貨店向けに出荷を行っているほか、食用サボテンであるノパル（ウチワサボテン）をサボテン料理の食材として提供している。商品の販売は本社事業所のみでなく、ファーマーズマーケット「ぐぅぴぃひろば」でも行われている。
春日井市のサボテン農家が高齢化により次々と減り続けているという背景から、サボテン産業の普及を目的とし、地元小学校の校外学習を20年以上前から受け入れている。
また、サボテンの寄せ植え体験も行っている。

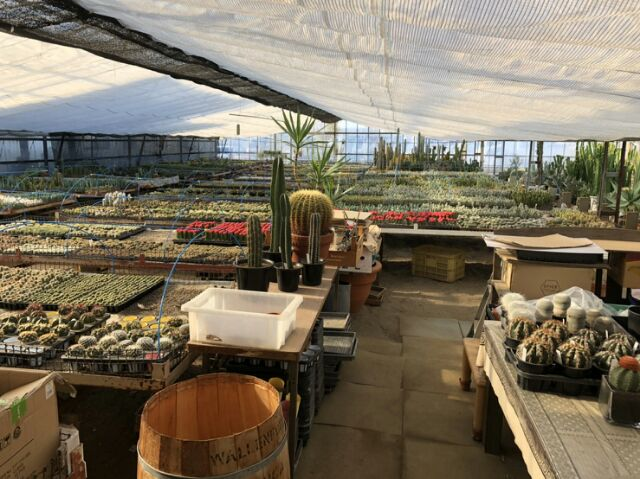
サボテン園温室の内装
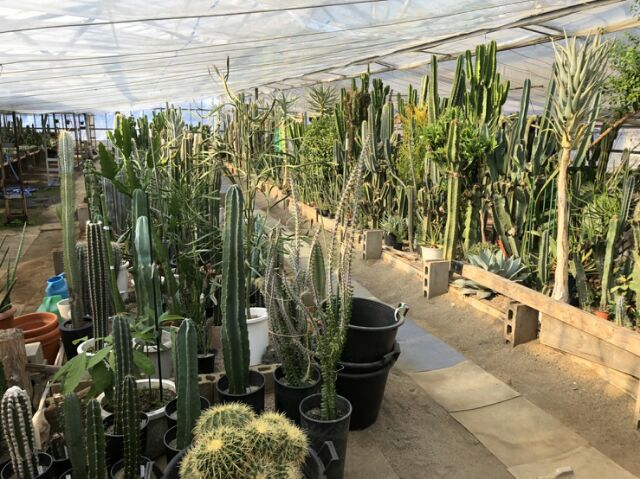
温室内で育てているサボテン

## 関連施設
- ぐぅぴぃひろば（愛知県春日井市）

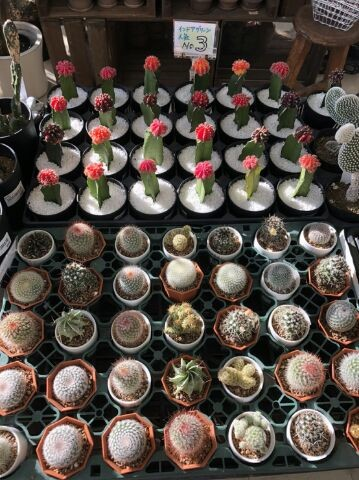
ぐぅぴぃひろばに出荷されたサボテン（2019年11月）